# Jill Clayburgh
Jill Clayburgh (New York, 1944. április 30. – Lakeville, Connecticut, 2010. november 5.) amerikai színésznő. Férje, David Rabe drámaíró volt.

## Élete
Jill Clayburgh 1944. április 30-án született Albert H. Clayburgh és Julia Door gyermekeként.
Tanulmányait a Sarah Lawrence College valamint a Brearly Schoolban végezte el. Utóbbiban döntött úgy, hogy színésznő lesz.
A williamstowni Charles Street Repertory Theater tagja, az off-Broadwayon. 1979-ben A Rothschildok, a Pippin című musicalekben szerepelt. 1969 óta szerepelt filmekben. 1972-ben kapta meg élete első nagy szerepét A Portnoy-kór című filmben. 1976-ban a Száguldás gyilkosságokkal című filmben Gene Wilder és Richard Pryor volt a partnere. Az ismertséget az 1978-as Asszony férj nélkül című film hozta meg számára, melyben Oscar-díjra is jelölték. 1980-ban egy produkciós cég társalapítója volt.
Jill Clayburgh krónikus leukémiában szenvedett. 2010. november 5-én hunyt el lakeville-i otthonában.

## Filmszerepei
- Esküvői vendégség (1969)
- A telefonkönyv (1971)
- A Portnoy-kór (1972)
- A Snoop nővérek (1972)
- A sakkozó tolvaj (1973)
- Az utolsó ember (1974)
- Törtetés (1975)
- A bűn művészete (1975)
- Gable és Lombard (1976)
- Griffin és Phoenix (1976)
- Száguldás gyilkosságokkal (1976)
- Rockford nyomoz (A Rockford-akták) (1977)
- Majdnem futball (1977)
- Lenny (1977)
- Asszony férj nélkül (1978)
- A Hold (1979)
- ...Kinek a bírónő (1979)
- Egy elvált férfi ballépései (1979)
- Rajtam a sor (1980)
- Az első hétfő októberben (1981)
- I'm dancing as fast as I can (1982)
- Hanna K. (1983)
- Előttem álló mérföldek (1986)
- Az első számú gyanúsított (1986)
- Félénk emberek (1987)
- Who Gets the Friends (1988)
- Áldozat (1989)
- Unspeakable Acts (1989)
- Határok között (1989)
- Tanulj meg élni! (1991)
- Lincoln (1992)
- Suttogások a sötétben (1992)
- Puha kis sasfészek (1993)
- Day of Atonement (1993)
- Tűzvihar (1993)
- Meztelenül New Yorkban (1994)
- Boldogságra éhezve (1994)
- Ne sírj utánam (1995)
- Arckép a tejesdobozon (1995)
- Végig az úton (1997)
- Sins of the Mind (1997)
- Fools Rush In (1997)
- Elveszett ártatlanság (1997)
- A szépségkirálynő halála (1997)
- Frasier – A dumagép (1998)
- Esküdt ellenségek (1998)
- Trinity – Érzelmek viharában (1998)
- Rokonszenvedelmek (1999)
- My Little Assassin (1999)
- Ally McBeal (1999-2001)
- Never Again (2001)
- Vallen (2001)
- Csodabogár 2. (2003)
- Ügyvédek (2004)
- Kés, villa, olló (2006)
- Édes, drága titkaink (2007-2009)
- Szerelem és más drogok (2010)
- Koszorúslányok (2011)

## Díjai
- A cannes-i fesztivál legjobb női alakítás díja (1978)
- Golden Apple-díj (1979)